# Luis Mariano

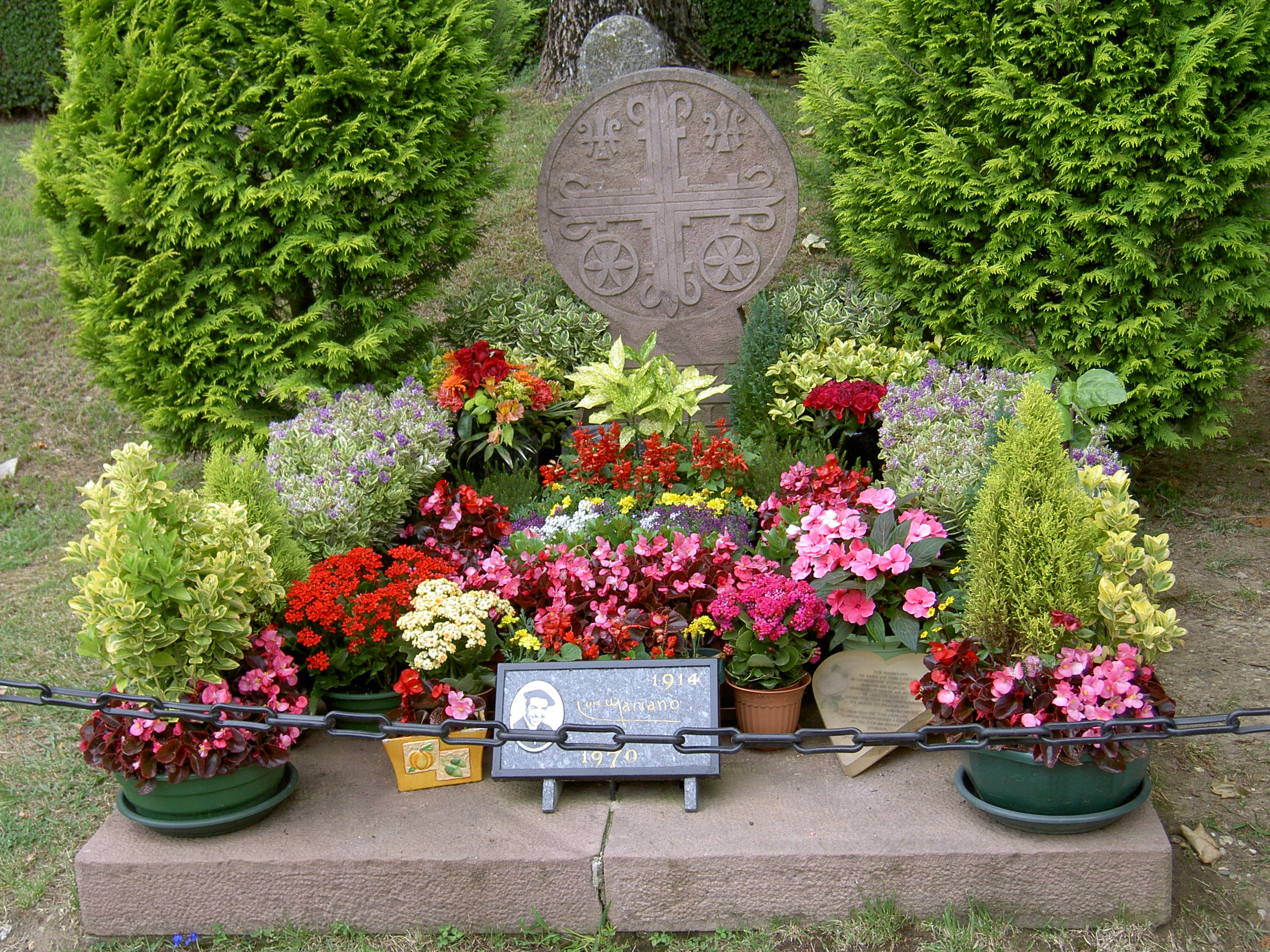
La tumba de Luis Mariano en el cementerio de Arcangues.

Luis Mariano, cuyo nombre real era Luis Mariano Eusebio González García (Irún, Guipúzcoa, 13 de agosto de 1914 - París, Francia, 14 de julio de 1970) fue un tenor español. Alcanzó gran notoriedad como tenor, cantante de operetas y actor de películas musicales durante los años cincuenta y sesenta, especialmente en Francia y coproducciones francoespañolas.

## Biografía

### Infancia y juventud
Su familia se exilió a Francia al comenzar la guerra civil española. Marcharon desde Irún a Bayona, donde Mariano formó parte como cantante, junto con otros músicos aficionados vascos, también exiliados, de una pequeña orquesta que tocaba en los restaurantes. Luego se fue a Burdeos, donde su padre trabajó como mecánico. 
En la escuela se sintió más interesado por el canto y la música que por la gramática y la aritmética. En 1937-1939 formó parte del grupo vocal Eresoinka, con el que actuó en varias ciudades europeas. Fue admitido en el Conservatorio Jacques Thibaud de Burdeos y tomó la decisión de ser cantante de ópera.
En 1940 conoció a Jeanne Lagiscarde, directora de la casa de discos Bermond. Ésta le introdujo en los medios artísticos de Burdeos. En 1941, durante la Segunda Guerra Mundial, se inscribió en la escuela de Bellas Artes, evitando así que lo enviaran a trabajar obligatoriamente a Alemania. 
Lagiscarde lo convenció para probar fortuna en París. Allí viajaron ambos con una recomendación para el tenor y profesor de canto Michel Fontécha. Los primeros meses fueron muy duros, sobreviviendo los dos con lo justo.

### Inicios y éxito
En 1943, gracias a Guy Lafarge, conocieron a Max de Rieux, quien lo contrató para interpretar el rol de Ernesto de Don Pasquale. Posteriormente se entrevistó con el compositor Francis Lopez, de origen vasco, con quien más tarde tendría una amplia colaboración. 
Los programas de variedades y las galas se sucedieron, alcanzando su primer éxito el 24 de diciembre de 1945 con la opereta La bella de Cádiz, de la cual se publicó un disco del que se vendieron 1 250 000 ejemplares. En esa época llegó a compartir cartel con Édith Piaf e Yves Montand en el Teatro Nacional de Chaillot.
En 1946, Luis Mariano rodó su primera película, Carga clandestina. Durante los años siguientes su popularidad fue en aumento. Su colaboración con Francis Lopez, que fue el compositor de muchas de las obras cantadas en francés, consiguió los efectos deseados: el éxito en el teatro con El cantor de México (1951) y en el cine junto a Carmen Sevilla en Violetas imperiales (1952). Las letras de las canciones de Lopez fueron traducidas al español por José María Arozamena. Mariano protagonizó también las coproducciones francoespañolas El sueño de Andalucía (1951), La bella de Cádiz (1953) y El cantor de México (1956).
Entre 1946 y 1958, Luis Mariano hizo quince operetas musicales y películas; operetas creadas por Lopez o por otros, como, entre otras, Cuatro días en París o A Jamaica, y películas musicales como Carga clandestina, Historia del cantar, El aventurero de Sevilla, Sérénade en Texas y Der Zarewitsch.
A comienzos de los sesenta, la opereta comenzó a refugiarse en los teatros especializados. Luis Mariano fue solicitado por las televisiones y sus actuaciones continuaron teniendo éxito.

### Últimos años
En ciertos momentos se especuló con la posibilidad de que Luis Mariano se retirase del mundo del espectáculo, con la finalidad de hacerse monje o sacerdote. Esta falsa creencia se debió a que se retiraba frecuentemente a algún monasterio para descansar.
A finales de los sesenta Luis Mariano se sentía cansado y enfermo. La enfermedad (posiblemente una hepatitis mal tratada) no le permitió acabar una serie de actuaciones, abandonando definitivamente la escena el 10 de mayo de 1970. Murió el 14 de julio de 1970 en París.
Sus restos descansan en el cementerio de Arcangues, en el País Vasco francés, donde Luis Mariano tenía una casa. Su tumba siempre está cubierta de flores y recibe la visita de numerosos admiradores, a pesar de los años transcurridos desde su muerte. 

Luis Mariano no fue solamente un astro de la opereta. Fue ante todo un chanteur de charme (vocalista melódico), con todos los atributos de esta función: voz de terciopelo, físico agradable, sonrisa deslumbrante. Talento de múltiples facetas, hablaba varios idiomas, diseñaba sus decorados, su vestuario, los planos de sus mansiones e incluso escribió la letra de algunos de sus cantables. Jean Gabin dijo que hay artistas a quienes se admira y otros a quienes se ama. Luis Mariano pertenecía a las dos categorías.
Henri Bourtayre (compositor de música)

En 2005 el tenor Roberto Alagna grabó un disco homenaje a Mariano. El Ayuntamiento de Irún celebra anualmente el Concurso Internacional de Canto Luis Mariano para jóvenes cantantes de canto lírico.

## Obras

### Operetas (selección)
La música de las operetas creadas por Luis Mariano es de Francis Lopez, excepto la de Chevalier du ciel que fue compuesta por Henri Bourtayre y Jacques-Henry Rys.
- La bella de Cádiz, 1945.
- Andalucía, 1947.
- El cantor de México, 1951.
- Chevalier du ciel, 1955
- La canción del amor mío, 1958.
- El secreto de Marco Polo, 1959.
- Visa pour l'amour, 1961, de Raymond Vinci y Francis Lopez, puesta en escena de Rene Dupuy, Theatre Gaite-Lyrique
- El príncipe de Madrid, 1967.
- La caravelle d'or, 1969.

### Largometrajes (selección)
- El cantor de México, 1956.
- Napoleón, 1955.
- Aventuras del Barbero de Sevilla, 1954.
- La bella de Cádiz, 1953.
- La Route du Bonheur, 1952.
- Violetas imperiales, 1952.
- Cita en Granada, 1951.
- El sueño de Andalucía, 1950.

### Teatro
- La caravelle d'or, 1969.
- Le prince de Madrid 1967.
- Visa pour l'amour, 1961.
- Le secret de Marco Polo, 1959.
- Le chanteur de México, 1958.
- Chevalier du cial, 1955.
- Andalousie, 1947.
- La belle de Cadix, 1945.